# Crown flash
Crown flash [kraʊn flæʃ]IPA, česky korunový záblesk, je vzácný meteorologický jev, kdy se na horním okraji bouřkového oblaku zviditelní jasný paprsek světla, který se pohybuje sem a tam.

## Historie
Jev byl poprvé popsán a pojmenován v roce 1971 v článku v časopise Nature. Podle Guinnessovy knihy rekordů to bylo již v roce 1885 v časopise Monthly Weather Review.

## Vznik
V současné době je úkaz vysvětlován tak, že se ledové krystalky v blízkosti bouřkového oblaku orientují s jeho proměnlivým elektromagnetickým polem a směrují sluneční světlo k pozorovateli. Blesky v bouřce mění elektromagnetické pole, a tím i orientaci krystalků. To vytváří podmínky pro to, aby další ledové krystalky vychýlily světlo ze Slunce směrem k pozorovateli a vytvářejí dojem jako by se světelný paprsek pohyboval sem a tam. Protože je tento jev viditelný jen z určitých míst, je pozorován jen zřídka.